# Thalaina
Thalaina es un género de polillas perteneciente a la familia Geometridae. Fue erigido por el entomólogo británico Francis Walker en 1855. Se encuentra distribuido con endemismo en Australia.

## Descripción
El cuerpo es delgado con su cabeza y tórax peludos. Los palpos son cortos, rectos y con pelos ásperos. La probóscide moderadamente larga y bien desarrollada. Las antenas son largos, aproximadamente la mitad de la longitud del cuerpo, obtusamente aserradas por debajo. Las patas son delgadas con las tibias anteriores dilatadas por debajo. Las patas traseras cuentan con cuatro calcáneos más largos. Las alas son muy anchas, el ala anterior es subtriangular. Es una de las pocas especies australianas con colores visibles y sobresalientes.

## Especies
Las especies incluyen:
 
- Thalaina allochroa Lower, 1902
- Thalaina angulosa Walker, 1865
- Thalaina clara Walker, 1855
- Thalaina inscripta Walker, 1855
- Thalaina kimba McQuillan, 1981
- Thalaina macfarlandi Wilson, 1972
- Thalaina paronycha Lower, 1900
- Thalaina selenaea Doubleday, 1845
- Thalaina tetraclada Lower, 1900